# Хани (река)
Хани — река в Забайкальском крае, Якутии и Амурской области России, левый приток Олёкмы.
Исток реки находится на юго-восточном склоне хребта Удокан на территории Забайкальского края и течёт в направлении с запада на восток. В среднем и нижнем течении по реке проходит граница Якутии и Амурской области.
Длина реки — 141 км, площадь водосборного бассейна — 5430 км². В верхнем течении река протекает через озеро Читканда.

## Топографические карты
- Лист карты O-51-XXVI. Масштаб: 1 : 200 000. Указать дату выпуска/состояния местности.
- Лист карты O-51-XXV. Масштаб: 1 : 200 000. Указать дату выпуска/состояния местности.
- Лист карты O-50-XXX. Масштаб: 1 : 200 000. Состояние местности на 1986—1989 год. Издание 1994 г.